# Incidente del DC-9 della Turkish Airlines del 1972
Il 21 gennaio 1972, un McDonnell Douglas DC-9-32 registrato come TC-JAC e operato dalla Turkish Airlines si schiantò durante l'avvicinamento mentre cercava di effettuare un atterraggio d'emergenza all'aeroporto di Adana. L'aereo era in rotta dall'aeroporto di Kandara a Gedda, in Arabia Saudita, all'aeroporto di Ankara Esenboğa con scalo all'aeroporto di Damasco con solo cinque membri dell'equipaggio a bordo dopo aver trasportato dei pellegrini all'Hajj il giorno prima.
Dopo il decollo da Damasco per la seconda tratta del volo, i piloti riportarono un problema di pressurizzazione della cabina e decisero di dirottare su Adana. L'aereo effettuò una riattaccata al primo tentativo di atterraggio a causa della scarsa visibilità. Durante il secondo tentativo il DC-9 volò troppo basso e si schiantò in un campo a 6 chilometri (3,7 miglia) dall'aeroporto, e successivamente prese fuoco. Uno dei cinque membri dell'equipaggio perì tra le fiamme, mentre altri tre rimasero solo feriti.

## L'aereo e l'equipaggio
L'aereo era un McDonnell Douglas DC-9-32 con numero di serie 47213/358, registrato come TC-JAC e chiamato Marmara come l'omonima regione turca; il suo primo volo avvenne nel 1968. Due giorni prima dell'incidente, il 19 gennaio, l'aereo trasportò il tredicesimo primo ministro turco Nihat Erim e una delegazione di Ankara in Francia, e il giorno dell'incidente avrebbe dovuto riportarli indietro più tardi. Prima che il primo ministro salisse a bordo del DC-9, questo è stato sottoposto ad un "ampio controllo tecnico" e il suo interno è stato perquisito alla ricerca di esplosivi con rilevatori.
A bordo dell'aereo erano presenti il capitano Mahzar İpek, il copilota Celâlettin Yeprem e tre membri dell'equipaggio di cabina: Nilgün Dener, Selva Aksöyek e Hülya Maviler. Maviler era stato anche membro dell'equipaggio di un volo della Turkish Airlines dirottato a Sofia nel settembre 1969.

## L'incidente
L'aereo stava tornando senza passeggeri da Gedda dopo aver trasportato persone all'Ḥajj. Il velivolo decollò da Damasco e si diresse ad Ankara. I piloti riferirono ai controllori di avere problemi con la pressurizzazione della cabina, venendo dirottati all'aeroporto di Adana per un atterraggio d'emergenza. Al momento dell'incidente nevicava, una condizione rara per Adana. A causa della scarsa visibilità, i piloti avviarono una riattaccata dopo non essere riusciti a stabilire un contatto con la pista. Durante il secondo avvicinamento, l'aereo era a un'altitudine troppo bassa e colpì il suolo alle 4:24 ora locale, a 6 chilometri (3,7 miglia) dall'aeroporto. Il DC-9 perse il carrello d'atterraggio e scivolò per un breve tratto prima di prendere fuoco.

## Il luogo dello schianto e il salvataggio
Il relitto si trovava in un campo vicino al villaggio di Sarıhuğlar vicino all'aeroporto. Il membro dell'equipaggio di cabina Hülya Maviler rimase ucciso nell'incendio scoppiato dopo l'impatto, mentre il copilota Celâlettin Yeprem venne portato fuori dall'aereo in condizioni critiche. Nilgün Dener sopravvisse senza ferite e aiutò i colleghi a evacuare. L'incidente fu l'unico incidente mortale di un McDonnell Douglas DC-9 coinvolgente la Turkish Airlines.

## Causa e conseguenze
Durante le cure in ospedale, il capitano Mahzar İpek disse che avevano perso tutte le comunicazioni con l'aeroporto e che avevano deciso di effettuare un atterraggio di emergenza in una zona che sembrava piatta.
Nel 1975, Gündüz Sevilgen, membro del 15° parlamento turco del Partito della Salvezza Nazionale, scrisse diverse domande alla Grande Assemblea Nazionale Turca relative alla Turkish Airlines, comprese le cause degli incidenti. Ricevette una risposta dal ministro dei trasporti, Sabahattin Özbek, il 18 marzo. La risposta includeva un breve elenco delle cause di tutti gli incidenti della Turkish Airlines fino ad oggi. La causa dell'incidente di Adana nella risposta era:
- Non aver rispettato i limiti IFR tentando di avvicinarsi e atterrare visivamente in condizioni di tempo nebbioso e nuvoloso.

Secondo un articolo di Hürriyet del 1999, il guasto della pressurizzazione era dovuto a un malfunzionamento del cablaggio. Nel 2020, Sözcü ha riferito di non essere riusciti a trovare alcuna traccia dei piloti perseguiti per la morte di Hülya Maviler.